# Тонга на Летњим олимпијским играма 1996.
Спортисти Тонге су четврти пут учествовали на олимпијским играма1996. у Атланти. Тонгоанску делегацију су чинила петорица спортиста (4. мушкарца и 1. жена) који су се такмичили у пет дисциплина у два спорта.
Екипа Тонге је на овим Играма освојила прву олимпијску медаљу. Сребрну медаљу је освојио носилац заставе Тонге на свечаном отварању Игара ер Паеа Волфграм.
Најмлађи спотиста у репрезентацији Тонге била је атлетичарка Ана Силулојо Лику са 22 године и 205 дана, а најстарији 
боксер Паеа Волфграм са 26 година и 235 дана.

## Учесници по спортовима
| Спорт         | Мушкарци | Жене | Укупно |
| ------------- | -------- | ---- | ------ |
| Атлетика      | 1        | 1    | 2      |
| Бокс          | 2        | 0    | 2      |
| Дизање тегова | 1        | 0    | 1      |
| Укупно (3)    | 4        | 1    | 5      |

## Освајачи медаља

### Сребро
- Паеа Волфграм — Бокс, супертешка

## Резултати

### Атлетика

#### Мушкарци
| Атлетичар, Лични рекорд | Дисциплина | Група    | Група    | Четвртфинале     | Четвртфинале     | Полуфинале       | Полуфинале       | Финале           | Финале     | Детаљи |
| Атлетичар, Лични рекорд | Дисциплина | Резултат | Место    | Резултат         | Место            | Резултат         | Место            | Резултат         | Место      | Детаљи |
| ----------------------- | ---------- | -------- | -------- | ---------------- | ---------------- | ---------------- | ---------------- | ---------------- | ---------- | ------ |
| Толутао Коула, 10,72    | 100 м      | 10,71    | 8 у гр 4 | Није се пласирао | Није се пласирао | Није се пласирао | Није се пласирао | Није се пласирао | = 79 / 108 |        |

#### Жене
| Атлетичарка Лични рекорд | Дис.      | Група    | Група    | Финале            | Финале | Детаљи |
| Атлетичарка Лични рекорд | Дис.      | Резултат | Место    | Резултат          | Место  | Детаљи |
| ------------------------ | --------- | -------- | -------- | ----------------- | ------ | ------ |
| Ана Силулојо Лику 6,23   | скок удаљ | 6,06     | 11 гр. Б | Није се пласирала | 28/50  |        |

## Бокс
| Боксер        | Дисциплина | 1 коло                       | 2 коло                          | Четвртфинале               | Полуфин.                    | Фин.                      | Фин.             | Детаљи |
| Боксер        | Дисциплина | Прот. Рез.                   | Противник Резултат              | Противник Резултат         | Противник Резултат          | Противник Резултат        | Пласман          | Детаљи |
| ------------- | ---------- | ---------------------------- | ------------------------------- | -------------------------- | --------------------------- | ------------------------- | ---------------- | ------ |
| Shane Heaps   | велтер     | Касенов · Киргистан Пор 2-11 | Није се пласирао                | Није се пласирао           | Није се пласирао            | Није се пласирао          | Није се пласирао |        |
| Паеа Волфграм | супертешка | -                            | Лијахович · Белорусија Поб 10:9 | Рубалкаба · Куба Поб 17-12 | Докивари · Нигерија Поб 7-6 | Кличко · Украјина Пор 3-7 |                  |        |

### Дизање тегова

#### Мушкарци
| Атлетичари           | Дисциплина | Трзај    | Избачај  | Укупно       | Пласман      | Детаљи |
| Атлетичари           | Дисциплина | Резултат | Резултат | Укупно       | Пласман      | Детаљи |
| -------------------- | ---------- | -------- | -------- | ------------ | ------------ | ------ |
| Вилијами Тапаатоутаи | - 91 кг    | 105      | 25       | Није завршио | Није завршио |        |